# Irbisia serrata
Irbisia serrata är en insektsart som beskrevs av Bliven 1963. Irbisia serrata ingår i släktet Irbisia och familjen ängsskinnbaggar. Inga underarter finns listade i Catalogue of Life.